# Godfrey Reggio
Godfrey Reggio – reżyser i scenarzysta amerykański, autor trylogii filmowej Qatsi: Koyaanisqatsi, Powaqqatsi, Naqoyqatsi.
Jego prace dały początek nowemu nurtowi filmów dokumentalnych zaangażowanych społecznie i ekologicznie, do których zalicza się również Microcosmos. Charakterystyczny dla tych filmów jest brak narracji oraz silne powiązanie dźwięku i obrazu.
Reggio urodził się w 29 marca 1940 roku w Nowym Orleanie. Od 14 roku życia przez 14 następnych lat był mnichem w zakonie klauzurowym (Zakon Braci Chrześcijan). Po odejściu z zakonu w latach 60. i 70. XX wieku studiował w Nowym Meksyku. Był współzałożycielem Young Citizens for Action, organizacji zajmującej się reedukacją młodzieży z dzielnic miast opanowanych przez gangi uliczne oraz opiekującej się ubogimi na pograniczu Meksyku i Stanów Zjednoczonych. W 1972 był jednym ze współzałożycieli Institute for Regional Education - fundacji, która później produkowała m.in. jego filmy.
Koyaanisqatsi pierwszy film z cyklu powstawał w latach 1975–1982. Tytuł w języku Indian Hopi oznacza "Życie, które oszalało" (hopi: qatsi - życie). Przedstawia on obraz życia ludzkich metropolii u schyłku wieku XX w kontrastowym zestawieniu ze spokojem i powagą dzikiej przyrody.
Powaqqatsi (hopi: "Życie w zmianach") został ukończony w 1988 roku. W przeciwieństwie do pierwszego obrazu poświęcony został krajom Południa - podczas gdy Koyaanisqatsi mówi o zindustrializowanej Północy. Tradycyjne życie krajów tzw. Trzeciego Świata przeciwstawione zostało konsumpcyjnej cywilizacji Północy.
Naqoyqatsi (hopi: "Życie jak wojna") kosztowało 12 lat pracy od 1990 do 2002 roku. Film skupia się na zjawisku globalizacji w ujęciu mediów współczesnego świata. Motywem przewodnim wszystkich filmów jest muzyka Philipa Glassa.
Reggio jest także autorem filmu dokumentalnego Anima Mundi (1991) poświęconego faunie Ziemi oraz krótkometrażowego filmu Evidence, który przedstawia reakcje dzieci oglądających kreskówkę Walta Disneya Dumbo. W Treviso prowadzi szkołę artystyczną Fabrica - Future, Presente.

## Filmografia
- Koyaanisqatsi, 1983
- Powaqqatsi, 1988
- Anima Mundi, 1991
- Evidence, 1995
- Naqoyqatsi, 2002